# Manuel de Almeida
Manuel de Almeida (Rio de Janeiro, 1578 – Goa, 1646) è stato un missionario portoghese.
Divenuto (1594) gesuita, trascorse periodi in India (1602) ed Etiopia (1622), da cui fu espulso.

## Opere
- Historia geral da Ethiopia a alta